# Погонное
Погонное (бел. Пагоннае) — упразднённая деревня в Хойникском районе Гомельской области Беларуси. Входил в состав Стреличевского сельсовета.
На территории Полесского радиационно-экологического заповедника.
В связи с радиационным загрязнением после катастрофы на Чернобыльской АЭС жители (421 семья) переселены в чистые места, преимущественно в Жлобинский район.

## География

### Расположение
В 48 км на юго-запад от районного центра и железнодорожной станции Хойники (на ветке Василевичи — Хойники от линии Гомель — Калинковичи), в 150 км от Гомеля.

### Гидрография
На севере и востоке сеть мелиоративных каналов, соединённых с рекой Припять (приток реки Днепр).

## Транспортная сеть
Транспортные связи по просёлочной, затем автомобильной дороге Довляды — Хойники. Планировка состоит из 6 параллельных между собой улиц, ориентированных с юго-востока на северо-запад. Застройка преимущественно деревянная, усадебного типа.

## История
В "Актах, относящихся к истории Западной России" имеем памятную запись 1526 г. игумена Свято-Михайловского (Златоверхого) монастыря в Киеве Макария: "купилъ есми у Марка (всё же: Макара) Орменина Киевского две службе, у-въ Оревицкои [?] волости Лысковщину а Погоны, дани идетъ: чотыри кади меду, а осмьдесятъ грошеи серебра, бочка рыбы; а далъ есми за тое 5 копъ грошеи и сорокъ копъ грошеи Литовское личбы”. В 1543 г. король Жигимонт Старый издал грамоту, в которой говорится: "Били намъ чоломъ игуменъ Филаретъ зо всими чернцы манастыря святого Михаила Золотоверхого, у Киеве, и поведили передъ нами, ижъ которыи две службе людеи, на Припяти, у Воревичохъ [?], на имя Лысковщину и Погонную купилъ игуменъ святого Михаила небожчикъ Макареи за сто копъ грошеи Литовское монеты у толмача [тут: переводчика с татарского языка] нашого Макара Орменина...”. Король вновь подтвердил Свято-Михайловскому (Златоверхому) монастырю право на владение Лысковщиной и Погонным. Этим двум документам предшествовал лист короля Жигимонта самому толмачу Макару Ивашковичу, известный из "Литовской Метрики" и датированный 14 (24) мая 1516 года, которым "вечно ему самому и его жоне, и их детем и напотом будучим их щадком" дарованы "в тои же волости Белосороцкои селище на имя Лынсковщина а землица нагонная [в самом деле: пагонная]. Землица погонная тогда ещё не была селением, а лишь местом прогона и выпаса скота. На 1550 г. есть упоминание о погонном острове с бортными деревьями, где от людей-остроглядовцев князя Дмитрия Любецкого сурово потерпел монастырский человек-лысковец Ходос. Административная принадлежность имения в первой половине XVI в. – Киевское воеводство Великого Княжества Литовского, с середины 1569 г. – Королевства Польского.
После 2-го раздела Речи Посполитой (1793 год) в составе Российской империи, где в дореформенное время деревня находилась в составе казённого имения Погонное. В 1879 г. деревня названа среди селений Оревичского церковного прихода. В 1889 году упоминается одноимённое поместье М. В. Ельницкого, который владел здесь 123 десятинами земли. Западная мелиоративная экспедиция под руководством И. И. Жилинского проводила около деревни в 1894 году мелиоративные работы. Согласно переписи 1897 года действовали народное училище, хлебозапасный магазин, в Дёрновичской волости Речицкого уезда Минской губернии.
С 8 декабря 1926 года до 30 декабря 1927 года центр Погонненского сельсовета Хойникского района Речицкого с 9 июня 1927 года Гомельского округов. В 1939 году организован колхоз.
Во время Великой Отечественной войны в мае 1943 года оккупанты полностью сожгли деревню и убили 13 жителей. На фронтах и в партизанской борьбе погибли 89 жителей из деревень совхоза «Победа социализма», память о них увековечивает скульптурная композиция, установленная в 1971 году в центре деревни. В 1976 году в деревню переселились жители соседнего посёлка Боровица. Была центром совхоза «Победа социализма». Размещались лесопилка, мельница, механическая мастерская, павильон районного комбината бытового обслуживания, средняя школа, Дом культуры, библиотека, детские ясли-сад, больница, отделение связи, столовая, 3 магазина.

## Население

### Численность
- 2004 год — жителей нет.

### Динамика
- 1795 год — 11 дворов.
- 1850 год — 16 дворов, 123 жителя.
- 1885 год — 23 двора, 174 жителя.
- 1897 год — 47 дворов, 290 жителей (согласно переписи).
- 1908 год — 64 двора, 533 жителя.
- 1940 год — 80 дворов.
- 1959 год — 1322 жителя (согласно переписи).
- 2004 год — жителей нет.

## Достопримечательность
- Памятник землякам, которые погибли в Великой Отечественной войне. Установлен в центре деревни. В память о жителях деревень колхоза "Победа социализма", которые погибли на фронтах и в партизанской борьбе с немецко-фашистскими захватчиками. В 1971 году установлен памятник — скульптурная композиция: солдат и партизанка.